# Municipalità locale di Kamiesberg
Kamiesberg è una municipalità locale (in inglese Kamiesberg Local Municipality) appartenente alla municipalità distrettuale di Namakwa della Provincia del Capo Settentrionale in Sudafrica. 
In base al censimento del 2001 la sua popolazione è di 10.754 abitanti.
La sede amministrativa e legislativa è la città di Garies e il suo territorio si estende su una superficie di 11.742 km² ed è suddiviso in 4 circoscrizioni elettorali (wards). Il suo codice di distretto è NC064.

## Geografia fisica

### Confini
La municipalità locale di Kamiesberg confina a nord con quella di Nama Khoi, a nord e a est con il District Management Areas NCDMA06, a sud con il District Management Areas WCDMA01 e a ovest con l'Oceano Atlantico.

### Città e comuni
- Garies
- Hondeklip Bay
- Kamassies
- Kamieskroon
- Karkams
- Kheis
- Klipfontein
- Koingnaas
- Leliefontein
- Nourivier
- Paulshoek
- Rooifontein Norap
- Soebatsfontein
- Spoegrivier
- Tweerivier

### Fiumi
- Augabies
- Bitter
- Brak
- Brand
- Buffels
- Gasab
- Groen
- Hartbees
- Klein – Nou
- Ondertuins
- Papkuils
- Rooiplatklip
- Spoeg
- Swart - Doring
- Swartlintjies
- Wolwepoort